# گامبی شاه
گامبی شاه (King's Gambit) یا قربانی کردن سرباز فیل در جناح شاه، یکی از تئوری‌های محبوب گشایش در بازی شطرنج است که با حرکات زیر آغاز می‌شود:
1. e4 e5
2. f4

ارتش سفید یک پیاده خودش را برای منحرف کردن پیاده سیاه طعمه قرار می‌دهد. اگر سیاه قربانی را بپذیرد، سفید دو نقشه اصلی خواهد داشت. اولین نقشه این است که سفید d4 و سپس Bxf4 را بازی کند و با این حرکت علاوه بر جبران پیاده قربانی شده، سلطه بر مرکز بازی را نیز به دست آورد. نقشه جایگزین برای سفید بازی Nf3 و Bc4 و سپس رفتن شاه سفید به قلعه کوچک 0–0 خواهد بود که مسیر نیمه باز ایجاد شده در ستون f به سفید اجازه می‌دهد تا به ضعیف‌ترین نقطه در موقعیت سیاه، یعنی پیاده f7 حمله کند.
گامبی شاه یکی از قدیمی‌ترین گشایش‌های مستند شده‌است که در یکی از قدیمی‌ترین کتاب‌های شطرنج که ترجمه تقریبی عنوان آن «عشق دوباره و هنر شطرنج» اثر لوئیس رامیرز دی لوسینا است؛ در سال ۱۴۹۷  منتشر شده‌است. این گشایش توسط شطرنج‌باز ایتالیایی قرن هفدهم جولیو سزاره پولریو مورد بررسی قرار گرفت. گامبی پادشاه تا اواخر قرن ۱۹ یکی از محبوب‌ترین گشایش‌ها بود اما به تدریج پیشرفت در تکنیک‌های دفاعی مهره سیاه منجر به کاهش محبوبیت آن شد. امروزه به ندرت در سطح استادان شطرنج دیده می‌شود، زیرا سیاه چندین روش برای به دست آوردن تساوی دارد، اما گامبی شاه همچنان در سطح آماتور محبوب است.